# Ильинский (Владимирская область)
Ильинский — упразднённый погост в Вязниковском районе Владимирской области России.

## География
Урочище находится в северо-восточной части области, в зоне хвойно-широколиственных лесов, в пределах Волжско-Окского междуречья, к югу от реки Тары, на расстоянии 21 километра (по прямой) к северо-западу от города Вязники, административного центра района.

### Климат
Климат характеризуется как умеренно континентальный. Средняя температура воздуха самого холодного месяца (января) — −11,1 °C (абсолютный минимум — −48 °С), средняя максимальная температура воздуха (июля) — +23,3 °С (абсолютный максимум — +37 °С). Годовое количество атмосферных осадков составляет около 607 мм, из которых 413 мм выпадает в период с апреля по октябрь.

## История
В «Списке населенных мест Владимирской губернии по сведениям 1859 года» населённый пункт упомянут как погост Вязниковского уезда, расположенный в 25 верстах от уездного города. В погосте насчитывалось 4 двора и проживало 27 человек (14 мужчин и 13 женщин).
По состоянию на 1905 год, в Ильинском имелось 4 двора и проживало 12 человек. В административном отношении погост входил в состав Сарыевской волости.
По данным 1926 года в поселении имелось 5 крестьянских хозяйств и проживало 17 человек (10 мужчин и 7 женщин). Являлся частью Сарыевского сельсовета.

## Ильинская церковь
Действовала православная церковь во имя святого пророка Илии, которая упоминается уже в источниках 1628 года. В 1826 году вместо старой деревянной церкви было начато строительство нового каменного двухпрестольного храма, завершившееся в 1829 году. В 1898 году к приходу храма относился 621 человек, проживавших в 10 окрестных селениях. В период с 1888 по 1896 годы при церкви функционировала церковно-приходская школа, перемещённая в 1898 году в деревню Долгово.